# Szkoła Podstawowa nr 2 im. Dziesiątej Sudeckiej Dywizji Piechoty w Lwówku Śląskim

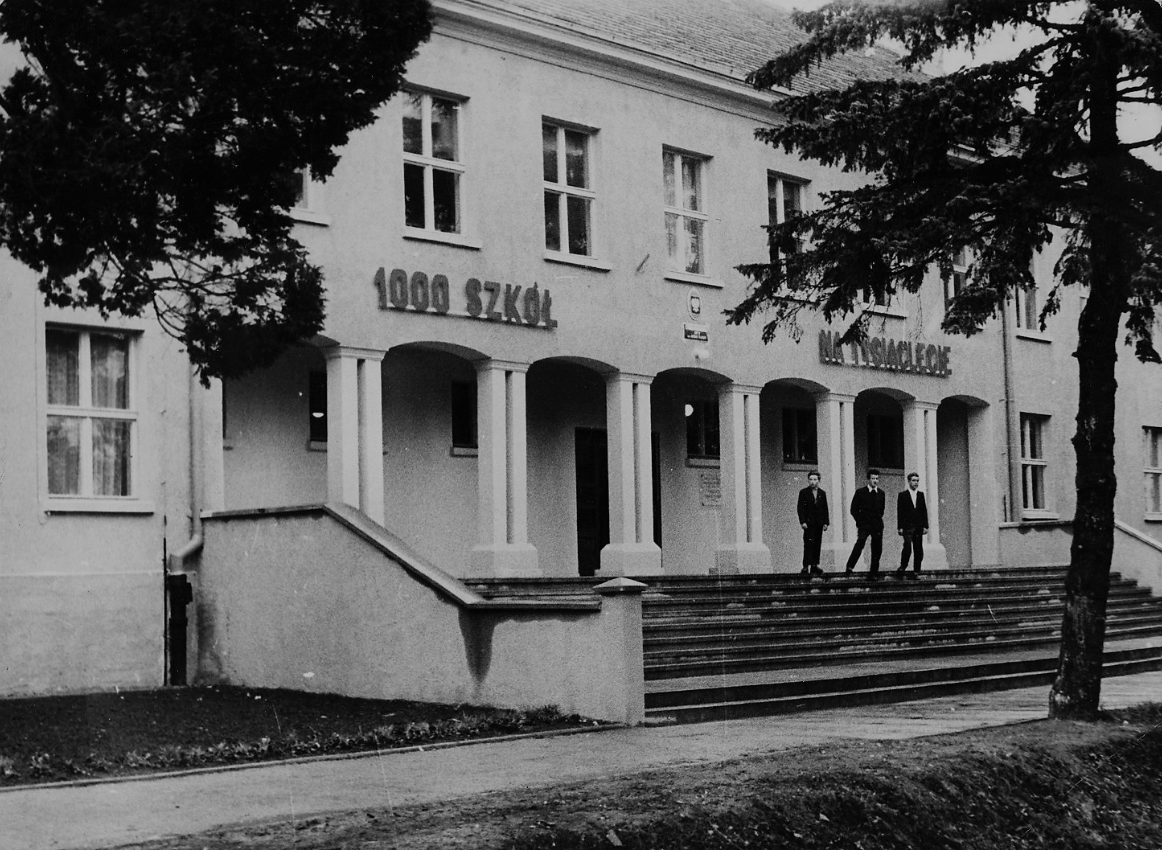
Otwarcie Szkoły Tysiąclecia w Lwówku Śląskim

Szkoła Podstawowa nr 2 im. Dziesiątej Sudeckiej Dywizji Piechoty w Lwówku Śląskim – publiczna ośmioklasowa szkoła podstawowa zlokalizowana w Lwówku Śląskim na Dolnym Śląsku. Jest to pierwsza „Tysiąclatka” wybudowana na Dolnym Śląsku w ramach akcji „Tysiąc szkół na Tysiąclecie Państwa Polskiego”.

## Historia powojennego szkolnictwa w Lwówku Śląskim
Po zakończeniu II wojny światowej, Lwówek Śląski, zniszczony wskutek działań wojennych, stanął przed koniecznością odbudowy i integracji z nowymi terytoriami Polski. Organizacja szkolnictwa była jednym z kluczowych elementów tego procesu, a pierwsze powojenne szkoły zaczęły powstawać już w 1945 roku.
W wyniku decyzji Wydziału Oświaty dla Okręgu Administracyjnego Dolnego Śląska, z 10 lipca 1945 roku, rozpoczęto organizację szkolnictwa w powiecie lwóweckim. Pierwsza powojenna szkoła w Lwówku Śląskim rozpoczęła działalność dzięki zaangażowaniu nauczycielki Henryki Szpak, która wraz z Heleną Pielarską zorganizowała pierwsze zajęcia w sierpniu 1945 roku. Początkowo nauka odbywała się w trudnych warunkach, w dwóch salach na parterze budynku, który obecnie jest siedzibą Zespołu Szkół Ogólnokształcących i Zawodowych.

## Powstanie i budowa szkoły
W 1957 roku, w odpowiedzi na rosnące potrzeby edukacyjne, podjęto decyzję o budowie nowej szkoły. Dotychczasowy budynek szkolny, mieszczący się w dawnym klasztorze franciszkanów, był w złym stanie technicznym i nie mógł pomieścić rosnącej liczby uczniów. Społeczność Lwówka Śląskiego, przy wsparciu Społecznego Komitetu Budowy Szkoły, rozpoczęła budowę nowoczesnej placówki edukacyjnej.
Szkoła została ukończona w 1959 roku jako część akcji „Tysiąc szkół na Tysiąclecie Państwa Polskiego”. Uroczyste otwarcie nowego budynku miało miejsce 27 września 1959 roku, czyniąc go pierwszą „Tysiąclatką” na Dolnym Śląsku. Początkowo szkoła nosiła nazwę „Dzieci Piastów”, jednak w 1963 roku nadano jej imię „Bohaterów 10. Sudeckiej Dywizji Piechoty”, upamiętniając żołnierzy związanych z regionem lwóweckim.

## Dalszy rozwój szkoły
Lata 60. i 70. były okresem dynamicznego rozwoju szkoły, mimo trudnych warunków lokalowych. Z powodu rosnącej liczby uczniów, władze były zmuszone do poszukiwania nowych budynków oraz wprowadzenia zmian organizacyjnych. W tym czasie szkoła odnosiła sukcesy nie tylko w dziedzinie edukacji, ale również w działalności społecznej i patriotycznej, nawiązując współpracę z lokalnymi instytucjami oraz organizacjami kombatanckimi. Znanym absolwentem szkoły jest uczęszczający do niej w latach 80. XX wieku polski tenisista stołowy – Lucjan Błaszczyk, który w 2008 roku był obecny podczas uroczystości otwarcia nowego boiska szkolnego Orlik 2012.

## Współczesność
Obecnie Szkoła Podstawowa nr 2 w Lwówku Śląskim kontynuuje swoją działalność jako ośmioklasowa placówka edukacyjna, realizując nowoczesne programy edukacyjne i wychowawcze. Szkoła angażuje się również w rozwój infrastruktury, w tym realizację projektu „Cyfrowa Szkoła” oraz budowę nowoczesnej hali sportowej. W dniach 25-27 września 2009 odbywały się  uroczystości 50-lecia istnienia szkoły. W 2020 roku stanowisko dyrektora szkoły objęła Beata Bednarska.